# Temporada de GP2 Series de 2006
A Temporada da GP2 Series de 2006 começou em Valencia, Espanha, no dia 8 de abril de 2006.

## Pilotos e equipes
Os pilotos que disputaram a temporada de 2006 foram os seguintes:
| Equipe                         | Nº | Piloto                | Finais de semana |
| ------------------------------ | -- | --------------------- | ---------------- |
| ART Grand Prix                 | 1  | Alexandre Prémat      | Todos            |
| ART Grand Prix                 | 2  | Lewis Hamilton        | Todos            |
| Arden International            | 3  | Michael Ammermüller   | Todos            |
| Arden International            | 4  | Nicolas Lapierre      | 1-5              |
| Arden International            | 4  | Neel Jani             | 6                |
| Super Nova International       | 5  | José María López      | Todos            |
| Super Nova International       | 6  | Fairuz Fauzy          | Todos            |
| iSport International           | 7  | Ernesto Viso          | Todos            |
| iSport International           | 8  | Tristan Gommendy      | 1-5              |
| iSport International           | 8  | Timo Glock            | 6                |
| Racing Engineering             | 9  | Adam Carroll          | Todos            |
| Racing Engineering             | 10 | Javier Villa          | Todos            |
| Piquet Sports                  | 11 | Nelson Angelo Piquet  | Todos            |
| Piquet Sports                  | 12 | Alexandre Negrão      | Todos            |
| DAMS                           | 14 | Ferdinando Monfardini | Todos            |
| DAMS                           | 15 | Franck Perera         | Todos            |
| Petrol Ofisi FMS International | 16 | Luca Filippi          | 1-3              |
| Petrol Ofisi FMS International | 16 | Giorgio Pantano       | 4-6              |
| Petrol Ofisi FMS International | 17 | Jason Tahinci         | Todos            |
| BCN Competicion                | 18 | Hiroki Yoshimoto      | Todos            |
| BCN Competicion                | 19 | Timo Glock            | 1-5              |
| BCN Competicion                | 19 | Luca Filippi          | 6                |
| DPR Direxiv                    | 20 | Olivier Pla           | 1-5              |
| DPR Direxiv                    | 20 | Mike Conway           | 6                |
| DPR Direxiv                    | 21 | Clivio Piccione       | Todos            |
| Durango                        | 22 | Lucas di Grassi       | Todos            |
| Durango                        | 23 | Sergio Hernández      | Todos            |
| Campos Racing                  | 24 | Adrián Vallés         | Todos            |
| Campos Racing                  | 25 | Félix Porteiro        | Todos            |
| Trident Racing                 | 26 | Gianmaria Bruni       | Todos            |
| Trident Racing                 | 27 | Andreas Zuber         | Todos            |

## Calendário
O calendário para 2006 foi o seguinte.
| Corrida | Local                   | Circuito                      | Data           | Vencedor            | Equipe vencedora     |
| ------- | ----------------------- | ----------------------------- | -------------- | ------------------- | -------------------- |
| 1       | Valencia, Espanha       | Circuito de Valencia          | 8 de abril     | Nelson A. Piquet    | Piquet Sports        |
| 2       | Valencia, Espanha       | Circuito de Valencia          | 9 de abril     | Michael Ammermüller | Arden International  |
| 3       | Ímola, Itália           | Autódromo Enzo e Dino Ferrari | 22 de abril    | Gianmaria Bruni     | Trident Racing       |
| 4       | Ímola, Itália           | Autódromo Enzo e Dino Ferrari | 23 de abril    | Ernesto Viso        | iSport International |
| 5       | Nürburg, Alemanha       | Nürburgring                   | 6 de maio      | Lewis Hamilton      | ART Grand Prix       |
| 6       | Nürburg, Alemanha       | Nürburgring                   | 7 de maio      | Lewis Hamilton      | ART Grand Prix       |
| 7       | Barcelona, Espanha      | Circuit de Catalunya          | 13 de maio     | Alexandre Prémat    | ART Grand Prix       |
| 8       | Barcelona, Espanha      | Circuit de Catalunya          | 14 de maio     | Ernesto Viso        | iSport International |
| 9       | Monte Carlo, Mônaco     | Circuit de Monaco             | 27 de maio     | Lewis Hamilton      | ART Grand Prix       |
| 10      | Silverstone, Inglaterra | Silverstone Circuit           | 10 de junho    | Lewis Hamilton      | ART Grand Prix       |
| 11      | Silverstone, Inglaterra | Silverstone Circuit           | 11 de junho    | Lewis Hamilton      | ART Grand Prix       |
| 12      | Magny-Cours, França     | Circuit de Nevers Magny-Cours | 15 de julho    | Timo Glock          | iSport International |
| 13      | Magny-Cours, França     | Circuit de Nevers Magny-Cours | 16 de julho    | Giorgio Pantano     | FMS International    |
| 14      | Hockenheim, Alemanha    | Hockenheimring                | 29 de julho    | Gianmaria Bruni     | Trident Racing       |
| 15      | Hockenheim, Alemanha    | Hockenheimring                | 30 de julho    | Timo Glock          | iSport International |
| 16      | Budapeste, Hungria      | Hungaroring                   | 5 de agosto    | Nelson A. Piquet    | Piquet Sports        |
| 17      | Budapeste, Hungria      | Hungaroring                   | 6 de agosto    | Nelson A. Piquet    | Piquet Sports        |
| 18      | Istambul, Turquia       | Istanbul Park                 | 26 de agosto   | Nelson A. Piquet    | Piquet Sports        |
| 19      | Istambul, Turquia       | Istanbul Park                 | 27 de agosto   | Andreas Zuber       | Trident Racing       |
| 20      | Monza, Itália           | Autodromo Nazionale Monza     | 9 de setembro  | Giorgio Pantano     | FMS International    |
| 21      | Monza, Itália           | Autodromo Nazionale Monza     | 10 de setembro | Giorgio Pantano     | FMS International    |

* O fim de semana em Spa nos dias 16-17 de setembro foi cancelado igual que na temporada de Fórmula 1. Os organizadores estão planejando substituir-la com outro circuito ()

## Pontuação
- Pontos na corrida completa 10-8-6-5-4-3-2-1
- Pontos na corrida curta 6-5-4-3-2-1
- 2 pontos adicionais pela pole na corrida longa
- 1 ponto adicional por volta rápida na corrida. O piloto deve haver percorrido 90% da corrida e começar desde sua posição do grid.

## Resultados

### Pilotos
| Pos | Piloto      | VAL LON | VAL CUR | SAN LON | SAN CUR | EUR LON | EUR CUR | ESP LON | ESP CUR | MCO LON | GBR LON | GBR CUR | FRA LON | FRA CUR | ALE LON | ALE CUR | HUN LON | HUN CUR | TUR LON | TUR CUR | ITA LON | ITA CUR | Pontos |
| --- | ----------- | ------- | ------- | ------- | ------- | ------- | ------- | ------- | ------- | ------- | ------- | ------- | ------- | ------- | ------- | ------- | ------- | ------- | ------- | ------- | ------- | ------- | ------ |
| 1   | Hamilton    | 2       | 6       | DSQ     | 10      | 1*      | 1       | 2       | 4       | 1       | 1*      | 1*      | 19*     | 5       | 2       | 3       | 10      | 2       | 2       | 2*      | 3*      | 2*      | 114    |
| 2   | Piquet      | 1       | 4*      | 5       | 2       | Ret     | 19      | 4       | 2       | Ret     | 4       | 5       | 4       | 2       | 13      | DNS     | 1*      | 1*      | 1*      | 5       | 2       | 6       | 102    |
| 3   | Prémat      | 9       | Ret     | 4       | Ret     | 2       | 17      | 1       | 3       | 3       | 6       | Ret     | 2       | 3       | 19*     | Ret     | 6       | 3       | 3       | 7       | 5       | Ret     | 66     |
| 4   | Glock       | 16      | 8       | 7       | 4       | 17      | Ret     | 11      | 10      | Ret     | 2       | 6       | 1       | 4*      | 3       | 1       | 2       | 5       | 4       | 4       | Ret     | DNS     | 58     |
| 5   | Pantano     |         |         |         |         |         |         | 9       | 7       | Ret     | 5       | 4       | 6       | 1       | 4       | 5       | 3       | 13      | Ret     | Ret     | 1       | 1       | 44     |
| 6   | Viso        | 8       | 2       | 6       | 1*      | 6       | 11      | 8       | 1       | Ret     | Ret     | 8       | 10      | Ret     | 5       | 4       | 4       | 4       | Ret     | 13      | Ret     | 10      | 42     |
| 7   | Bruni       | 6       | 5       | 1*      | Ret     | Ret     | 16*     | Ret     | 17*     | Ret     | Ret     | 15      | Ret     | Ret     | 1       | 6       | Ret     | 8       | Ret     | 15      | Ret     | 9       | 33     |
| 8   | Carroll     | 14      | Ret     | Ret     | 12      | 3       | 5       | 10      | 12      | Ret     | 3       | 2       | 20      | 14      | 6       | 8       | 7       | Ret     | 6       | 3       | Ret     | Ret     | 33     |
| 9   | Lapierre    | 4*      | 3       | 3       | 7       | 5       | 2       | Ret     | Ret     | Ret     |         |         |         |         | 20      | 7       | Ret     | Ret     | 14      | 6       | 6       | 4       | 32     |
| 10  | López       | 5       | Ret     | Ret     | Ret     | 4       | 3       | Ret     | Ret     | Ret     | Ret     | 14      | 3       | Ret     | 7       | 2*      | 8       | Ret     | 9       | 11      | Ret     | Ret     | 30     |
| 11  | Ammermüller | 7       | 1       | 2       | Ret     | 10      | 6       | 3       | 8       | 7       | Ret     | Ret     | 12      | 8       | 9       | Ret     | Ret     | 11      | 13      | Ret     | 12      | Ret     | 25     |
| 12  | Piccione    | Ret     | Ret     | Ret     | 16      | 11      | 8       | 16      | Ret     | 4       | 7       | 3       | 13      | Ret     | 8       | Ret     | Ret     | Ret     | Ret     | Ret     | 7       | 3       | 18     |
| 13  | Negrão      | 13      | 7       | Ret     | 11      | 7       | 7       | 7       | 18      | Ret     | Ret     | 12      | 5       | Ret     | 16      | 9       | 5       | Ret     | 8       | Ret     | Ret     | Ret     | 13     |
| 14  | Zuber       | Ret     | 13      | Ret     | 8       | 14      | Ret     | Ret     | 11      | 5       | Ret     | Ret     | Ret     | 18      | Ret     | 14      | 14      | 9       | 7       | 1       | Ret     | Ret     | 12     |
| 15  | Yoshimoto   | Ret     | 12      | 8       | 3       | 8       | 4       | Ret     | Ret     | Ret     | Ret     | 17      | 9       | Ret     | 23      | Ret     | Ret     | Ret     | Ret     | 19      | 8       | 5       | 12     |
| 16  | Vallés      | 3       | Ret     | 9       | Ret     | Ret     | 14      | 18*     | 16      | Ret     | 9       | Ret     | 15      | 13      | 18      | Ret     | Ret     | 7       | Ret     | 14      | Ret     | 11      | 9      |
| 17  | Perera      | 11      | 14      | Ret     | 14      | Ret     | 15      | 13      | Ret     | 2       | Ret     | 10      | Ret     | 12      | 14      | 11      | 9       | Ret     | 12      | 8       | 15      | 15      | 8      |
| 18  | di Grassi   | 17      | 16      | Ret     | Ret     | 18      | 13      | 12      | 9       | 11*     | Ret     | EX      | 7       | 6       | Ret     | Ret     | 13      | Ret     | 5       | 9       | 10      | 14      | 8      |
| 19  | Filippi     | Ret     | Ret     | 11      | 5       | Ret     | Ret     |         |         |         | Ret     | 9       | Ret     | Ret     | 21      | 16      | 12      | Ret     | 10      | Ret     | 4       | 7       | 7      |
| 20  | Gommendy    | Ret     | 11      | Ret     | 17      | 13      | 12      | 5       | 5       | Ret     |         |         |         |         |         |         |         |         |         |         |         |         | 6      |
| 21  | Monfardini  | 12      | Ret     | 12      | 9       | Ret     | 10      | 6       | 6       | 9       | Ret     | DNS     | 8       | Ret     | Ret     | 12      | 11      | 6       | Ret     | 12      | Ret     | Ret     | 6      |
| 22  | Porteiro    | Ret     | Ret     | 10      | 6       | 16      | Ret     | 17      | Ret     | 6       | 8       | DSQ     | 18      | 10      | 12      | 18      | Ret     | 12      | Ret     | Ret     | Ret     | Ret     | 5      |
| 23  | Hernández   | Ret     | Ret     | Ret     | 13      | 12      | Ret     | Ret     | 13      | 8       | 10      | EX      | 14      | 11      | 10      | Ret     | Ret     | Ret     | 11      | 10      | 13      | Ret     | 1      |
| 24  | Fauzy       | 15      | 10      | Ret     | 15      | 19      | 9       | Ret     | 14      | 10      | 12      | 7       | Ret     | 15      | 22      | 10      | 16      | Ret     | Ret     | Ret     | 14      | 10      | 0      |
| 25  | Jani        |         |         |         |         |         |         |         |         |         | Ret     | Ret     | 11      | 7       |         |         |         |         |         |         |         |         | 0      |
| 26  | Villa       | 18      | 9       | 13      | 18      | 9       | 20      | 14      | 15      | Ret     | 14      | 13      | 17      | 16      | 11      | 13      | Ret     | 15      | 15      | 16      | 9       | Ret     | 0      |
| 27  | Pla         | 10      | 15      | Ret     | Ret     | 15      | Ret     | DSQ     | 20      | Ret     |         |         | 16      | 9       |         |         |         |         |         |         |         |         | 0      |
| 28  | Petrov      |         |         |         |         |         |         |         |         |         |         |         |         |         | 15      | 15      | 15      | 10      | 16      | 18      | Ret     | 12      | 0      |
| 29  | Conway      |         |         |         |         |         |         |         |         |         | 11      | 11      |         |         |         |         |         |         |         |         |         |         | 0      |
| 30  | Tahinci     | Ret     | Ret     | Ret     | Ret     | DNS     | 18      | 15      | 19      | Ret     | 13      | 16      | Ret     | 17      | 17      | 17      | Ret     | 14      | 17      | 17      | 11      | 13      | 0      |
| Pos | Piloto      | VAL LON | VAL CUR | SAN LON | SAN CUR | EUR LON | EUR CUR | ESP LON | ESP CUR | MCO LON | GBR LON | GBR CUR | FRA LON | FRA CUR | ALE LON | ALE CUR | HUN LON | HUN CUR | TUR LON | TUR CUR | ITA LON | ITA CUR | Pontos |

| Cor      | Resultado                      |
| Ouro     | Vencedor                       |
| Prata    | 2º posição                     |
| Bronze   | 3º posição                     |
| Verde    | Finalizou, com pontos          |
| Azul     | Finalizou, sem pontos          |
| Violeta  | Não acabou (Ret)               |
| Vermelho | Não se classificou (DNQ)       |
| Preto    | Desqualificado (DSQ)           |
| Branco   | Não participou / excluído (Ex) |

Nota: O piloto que consegue a pole na corrida longa está em negrito. O piloto com asterisco (*) consiguiu um ponto pela volta rápida.